# Gavin MacLeod

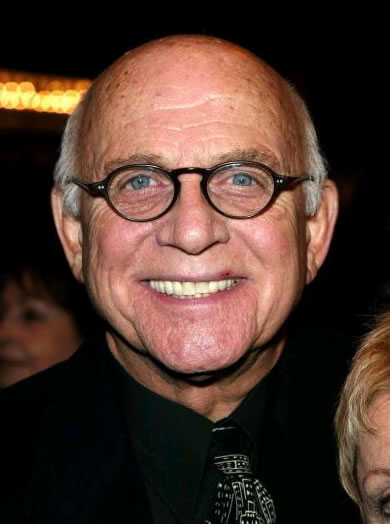
Gavin MacLeod (2006)

Gavin MacLeod (gebürtig: Allan George See; * 28. Februar 1931 in Mount Kisco, New York; † 29. Mai 2021 in Palm Desert, Kalifornien) war ein US-amerikanischer Schauspieler, der vor allem durch seine Hauptrollen in den Serien Mary Tyler Moore Show und Love Boat bekannt wurde.

## Leben
Geboren in Mount Kisco unter dem Namen Allan George See wuchs Gavin MacLeod in Pleasantville, New York auf. Sein Vater starb, als er 13 Jahre alt war, mit 39 Jahren an Krebs. Nach dem Abschluss des Ithaca College im Jahr 1952, leistete er seinen Wehrdienst bei der US Air Force ab. Dann zog er nach New York City. Dort verdiente er sich als Aufzugführer in der Radio City Music Hall seinen Lebensunterhalt, wo er 1954 seine spätere erste Frau, die Rockette Joan Rootvik, kennenlernte. In dieser Zeit nahm er den Künstlernamen Gavin MacLeod an; der Vorname stammt von einer an Infantiler Zerebralparese erkrankten Figur aus einem TV-Film, der Nachname von Beatrice MacLeod, einer Schauspiellehrerin am Ithaca College.
1956 spielte er erfolgreich am Broadway in A Hatful of Rain, die Arbeit am Theater führte ihn nach Los Angeles, wo er sich auf Film- und Fernsehrollen konzentrierte. Sein Debüt machte er mit einer kleinen Rolle im Science-Fiction-Klassiker Alarm im Weltall. In den 1960er-Jahren spielte MacLeod zahlreiche Nebenrollen in Film und Fernsehen, oftmals als Bösewicht. So gab er den Gegenspieler von Ali Baba in dem Abenteuerfilm Das Schwert des Ali Baba (1965) und verkörperte einen übergriffigen Filmproduzenten in Blake Edwards’ Komödie Der Partyschreck (1968). 
Ab 1972 verkörperte er einen komplett gegensätzlichen Charakter im Vergleich zu seinen bisherigen Rollen. Als sarkastischer, aber freundlicher Nachrichtenredakteur Murray Slaughter sorgte er im fiktiven Studio WMJ der Sitcom Mary Tyler Moore immer für den passenden Spruch. Ab dieser Zeit spielte er immer wieder die „netten Typen“. So auch von 1977 bis 1987 in seiner wohl bekanntesten Rolle als Kapitän Merrill Stubing in der Serie Love Boat, welche die ähnlich angelegte deutsche Serie Das Traumschiff beeinflusste. Für seine Darstellung bei Love Boat wurde Gavin MacLeod 1979 für einen Golden Globe Award als Bester Serien-Hauptdarsteller – Komödie oder Musical nominiert. Nach seiner Kapitänsrolle bei Love Boat arbeitete er auch als Sprecher für den Konzern Princess Cruises. In der Sitcom King of Queens hatte er zwei Gastauftritte als Onkel Stu. Bis in die 2010er Jahre war er als Schauspieler tätig.
Im Jahr 1954 heiratete Gavin MacLeod Joan F. Rootvik, mit der er vier Kinder bekam. Das Paar ließ sich 1972 scheiden. Zwei Jahre später ehelichte er die geschiedene Schauspielerin Patti Steele, geb. Kendig, die anschließend als Patti MacLeod auftrat. Aufgrund seines Alkoholismus kam es 1982 zur Scheidung von Patti MacLeod. Gavin MacLeod krempelte sein Leben völlig um, schrieb seine Biografie Back on Course und heiratete 1985 seine zweite Ehefrau erneut.

## Filmografie (Auswahl)

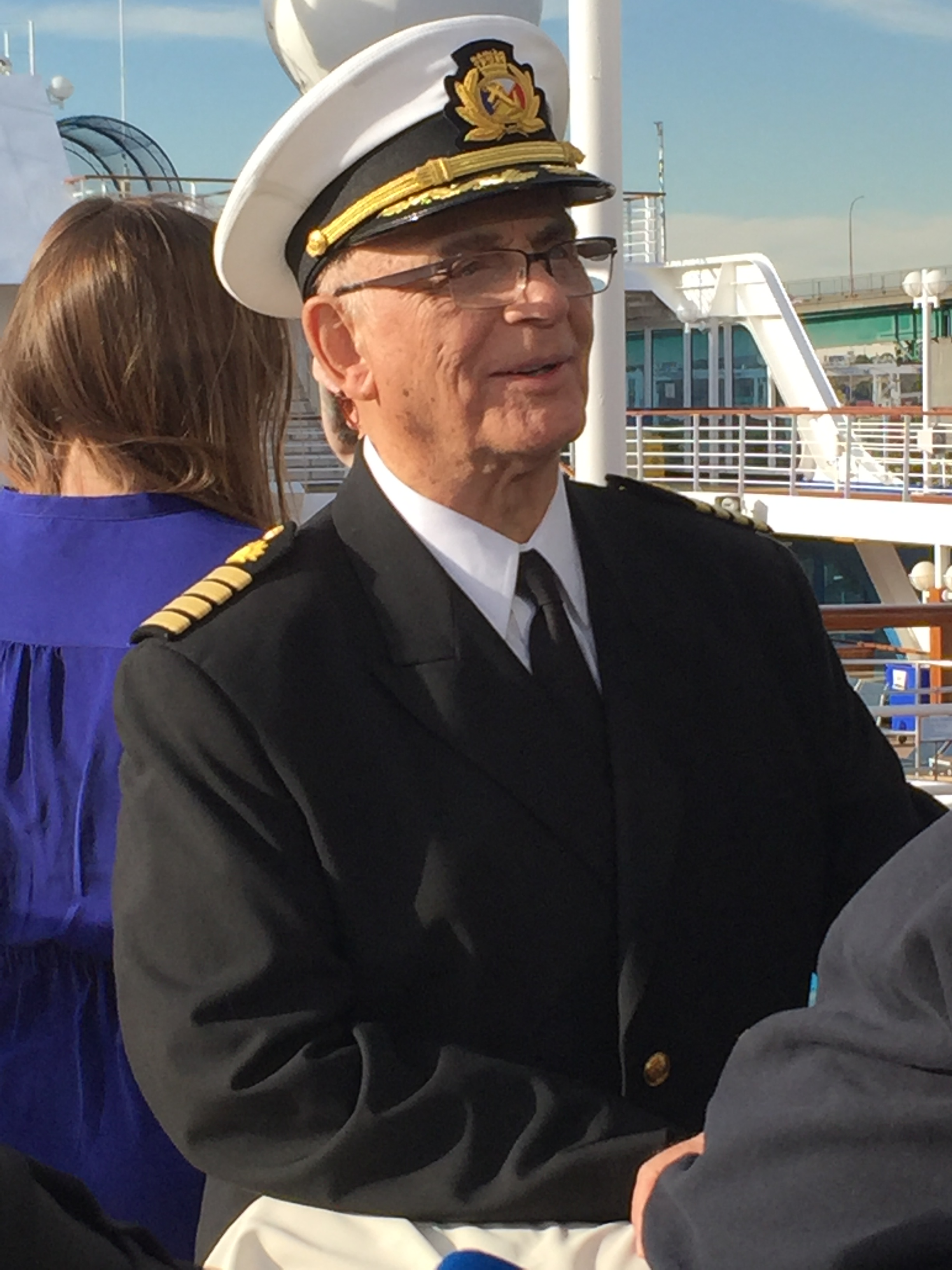
Gavin McLeod bei einem Fantreffen im Kostüm als Love-Boat-Kapitän (2015)

- 1956: Alarm im Weltall (Forbidden Planet)
- 1958: Der blonde Köder (The True Story of Lynn Stuart)
- 1958: Laßt mich leben (I Want to Live!)
- 1958/1960: Peter Gunn (Fernsehserie, zwei Folgen)
- 1959: Der Zwang zum Bösen (Compulsion)
- 1959: Unternehmen Petticoat (Operation Petticoat)
- 1959: Mit Blut geschrieben (Pork Chop Hill)
- 1959–1962: Die Unbestechlichen (The Untouchables, Fernsehserie, fünf Folgen)
- 1960: Zwölf Stunden lauert der Tod (Twelve Hours to Kill)
- 1960: Der Spätzünder (High Time)
- 1962: Hinter feindlichen Linien (War Hunt)
- 1962–1964: McHale’s Navy (Fernsehserie, 73 Folgen)
- 1965: Das Schwert des Ali Baba (The Sword of Ali Baba)
- 1965–1966: Mein Onkel vom Mars (My favorite Martian, Fernsehserie, zwei Folgen)
- 1966: Kanonenboot am Yangtse-Kiang (The Sand Pebbles)
- 1966–1969: Ein Käfig voller Helden (Hogan’s Heroes, Fernsehserie, vier Folgen)
- 1968: Sein Name war Gannon (A Man Called Gannon)
- 1968: Der Partyschreck (The Party)
- 1968/1969: Hawaii Five-O (Fernsehserie, zwei Folgen)
- 1968–1970: Ihr Auftritt, Al Mundy (It Takes a Thief, Fernsehserie, zwei Folgen)
- 1969: Alarmstart für Geschwader Braddock (The Thousand Plane Raid)
- 1970: Stoßtrupp Gold (Kelly’s Heroes)
- 1970–1977: Mary Tyler Moore (Fernsehserie, 168 Folgen)
- 1977–1987: Love Boat (The Love Boat, Fernsehserie, 250 Folgen)
- 1979: Drei Engel für Charlie (Charlie’s Angels, Fernsehserie, Folge 4x01 Abenteuer in der Karibik)
- 1985: Hotel (Fernsehserie, eine Folge)
- 1987: Die Herzensbrecher von der letzten Bank (Student Exchange)
- 1990: Mord ist ihr Hobby (Murder, She Wrote, Fernsehserie, eine Folge)
- 2000: Oz – Hölle hinter Gittern (Oz, Fernsehserie, eine Folge)
- 2001–2002: King of Queens (Fernsehserie, zwei Folgen)
- 2002: Die Zeitreise – Ein Blick in die Zukunft ändert alles (Time Changer)
- 2006: Die wilden Siebziger (That ’70s Show, Fernsehserie, zwei Folgen)
- 2006: Checking Out – Alles nach meinen Regeln (Checking Out) (Cameo-Auftritt)
- 2008: The Secrets of Jonathan Sperry
- 2009: Zack & Cody an Bord (The Suite Life on Deck; Fernsehserie, zwei Folgen)
- 2014: The Comeback Kids (Fernsehserie, eine Folge)